# Chloroclystis xenisma
Chloroclystis xenisma là một loài bướm đêm trong họ Geometridae.